# Tōru Ōkawa
 (juillet 2021).
Tōru Ōkawa (大川 透, Ōkawa Tōru) est un acteur et seiyū japonais né le 28 février 1960.